# Hansjörg Martin
Pour les articles homonymes, voir Martin.
Hansjörg Martin, né le 1er novembre 1920 à Leipzig, Land de Saxe, à l'époque dans la République de Weimar, et mort le 11 mars 1999 à Majorque, aux Îles Baléares, est un auteur allemand de roman policier et de littérature d'enfance et de jeunesse.

## Biographie
Après ses études, il s’inscrit à des cours d’arts appliqués pour devenir illustrateur et graphiste. Pendant la Deuxième Guerre mondiale, il est incorporé dans l’infanterie à partir de 1941 et envoyé aux Pays-Bas, puis sur le Front de l’Est. Après le conflit, il exerce, parfois simultanément, divers petits métiers : peintre, dessinateur, décorateur de vitrines, décorateur de théâtre, instituteur, proviseur de collège, clown de cirque, agent publicitaire. En 1953, il devient rédacteur d’un périodique, puis, de 1960 à 1963, scripteur pour le cinéma et pour la télévision. Il est écrivain à plein temps à partir de 1962.
Il amorce sa carrière littéraire dès 1951 par la publication d’ouvrages de littérature d’enfance et de jeunesse qui obtiennent un succès considérable, certains étant même choisis comme livres éducatifs par le ministère de l'éducation allemand. Une classe de jeunes élèves participe à la rédaction de Spiele auf Spiekeroog (1973), un ouvrage illustré par des photographies de Thomas Martin.
Tout en continuant de publier de la littérature jeunesse, dont la série Jocotobi, il se lance en 1965 dans le roman policier avec Les acteurs n’aiment pas mourir. Il s’affirme bientôt comme l’un des auteurs représentatifs de la nouvelle génération du polar allemand soucieuse d’utiliser la fiction policière pour dénoncer les tares de la société allemande : corruption politique, xénophobie,  collusion entre le milieu industriel et les services de l’ordre, exploitation du monde ouvrier, corruption dans le milieu du football. Dans Un coup au cœur (1980), Paul Stein, un journaliste de gauche atteint d’un cancer incurable, munit son magnétophone d’une bombe afin d’assassiner, pendant une interview, le chef d’un groupe politique d’extrême droite néonazie.
Hansjörg Martin, qui a aussi donné une dizaine de scénarios originaux ou adaptés de ses propres récits pour des téléfilms et séries télévisées germaniques, a reçu l’Ordre du Mérite de la République fédérale d'Allemagne en 1986 et le prix Friedrich-Glauser (de) 1988 pour l’ensemble de son œuvre.

## Œuvre

### Romans

#### Romans policiers
- Gefährliche Neugier (1965) Publié en français sous le titre Les acteurs n’aiment pas mourir, Paris, Librairie des Champs-Élysées, Le Masque no 1247, 1972 ; réédition, Paris, Librairie des Champs-Élysées, Le Club des Masques no 383, 1979
- Kein Schnaps für Tamara (1966)
- Einer fehlt beim Kurkonzert (1966)
- Bilanz mit Blutflecken (1968)
- Cordes ist nicht totzukriegen (1968)
- Meine schöne Mörderin (1969)
- Rechts hinter dem Henker (1969)
- Blut ist dunkler als rote Tinte (1970)
- Einer flieht vor gestern nacht (1971)
- Feuer auf mein Haupt (1972)
- Mallorca sehen und dann sterben (1973)
- Bei Westwind hört man keinen Schuß (1973)
- Schwarzlay und die Folgen (1974)
- Geiselspiel (1975)
- Wotan weint und weiß von nichts (1976)
- Spiel ohne drei (1978)
- Dein Mord in Gottes Ohr (1979)
- Der Kammgarn-Killer (1979)
- Betriebsausflug ins Jenseits (1980)
- Herzschlag (1980) Publié en français sous le titre Un coup au cœur, Paris, Gallimard, Série noire no 2086, 1987
- Das Zittern der Tenöre (1981)
- Die grünen Witwen von Rothenfelde (1982)
- Gute Messer bleiben lange scharf (1983)
- Gegen den Wind (1984)
- Heiße Steine (1984)
- Süßer Tod (1987)
- Der Rest ist Sterben (1988)
- Apollonia muss sterben (1992)
- Mitgegangen, mitgefangen, mitgeh... (1996)
- Ein Rabe auf der Schulter (1998)

#### SérieJocotobide littérature d’enfance et de jeunesse
1. Die Jagd nach den Goldmasken (1989)
2. Ein Drachen und ein Schatz (1989)
3. Gefahr in den Ferien (1989)
4. Auch Wölfe fressen aus der Hand (1989)
5. Das Gartenlauben-Geheimnis (1989)
6. Wer hat Katur gestohlen? (1990)
7. Diebe, Nacht und Nebel (1990)
8. Verdacht und Flucht (1990)
9. Eine Chance für Charly (1990)
10. Veronikas Versteck (1990)
11. Wirbel im Wildpark (1990)
12. Seltene und schräge Vögel (1990)
13. Zirkus, Zoff und Zottelbären (1991)
14. Die rätselhafte Fracht der St. Maria (1991)
15. Tanz um Tanja (1992)

#### Autres romans de littérature d’enfance et de jeunesse
- Toms und Tobbys tolle Trampfahrt (1951)
- Till mit dem Bauchladen (1952)
- Der Sieg der Sieben (1953)
- Diebe, Nacht und Nebel (1955)
- Johann der Dreizehnte (1955)
- Jenny und Jochen (1959)
- Susanne sieht den See (1962), en collaboration avec Irene Schreiber
- Ich heiße Flaps (1963)
- Ping-Pong bleibt die Spucke weg (1965)
- Vier vermummte Gestalten (1969)
- Ein buntes Auto und ein schwarzes Schwein (1972)
- Überfall am Okeechobee. Vom Freiheitskampf der Seminolen-Indianer (1972)
- Spiele auf Spiekeroog (1973), photos de Thomas Martin
- Ist der Mars aus Marzipan? (1975)
- k.o. und o.k.  (1975)
- Die Sache im Supermarkt (1977)
- Das Gespenst von Altona (1979)
- Kein Platz für Tarzan (1980)
- Die Sache im Stadtpark (1982)
- Der Verweigerer (1980)
- Die Sache mit den Katzen (1984)
- Weiße Schildkröte weiß mehr (1987)
- Mit dem Wind gegen das Gesetz. Die Erzählungen des ehrlichen Schmugglers Tomeo (1988)
- Hell und Dunkel (1992)
- Zwischen Mallorca und Tanger. Abenteuer des ehrlichen Schmugglers Tomeo (1992)
- Wipps ist weg! Hundstage mit Hindernissen (1994)
- Ein Pony auf dem Sofa (1997)

### Recueils de nouvelles policières
- Tod im Dutzend (1972)
- Blut an der Manschette (1974)
- Die lange, große Wut (1977)
- Dreck am Stecken (1979)
- Seine besten Stories (1989)

### Autres publications
- Bewölkte Vergangenheit. Eine Kindheit im Dritten Reich (1986)
- Querbeet durch Tag und Traum. Texte aus fast fünfzig Jahren (1990)
- Zwölf Monate Mallorca. Impressionen von der Baleareninsel (1994)
- „Ins Ohr gesagt“: Gedanken und Geschichten zu Gestalten und Gedichten (1995)
- Von Spökenkiekern und Strandpiraten. Notizen aus Ostfriesland (1997)

## Adaptations cinématographiques
- 1968 : Tamara (de), film allemand de Hansjürgen Pohland (de), d’après le roman Kein Schnaps für Tamara (1966). Dans ce film, Hansjörg Martin fait une courte apparition dans le rôle d’un reporter.
- 1968 : Einer fehlt beim Kurkonzert (de)
- 1976 : Bei Westwind hört man keinen Schuß (de)

## Prix et distinctions
- Ordre du Mérite de la République fédérale d'Allemagne 1986
- Prix Friedrich-Glauser (de) 1988 pour l’ensemble de son œuvre

## Sources
- Jacques Baudou et Jean-Jacques Schleret, Le Vrai Visage du Masque, vol. 1, Paris, Futuropolis, 1984, 476 p. (OCLC 311506692), p. 301.
- Claude Mesplède (dir.), Dictionnaire des littératures policières, vol. 2 : J - Z, Nantes, Joseph K, coll. « Temps noir », 2007, 1086 p. (ISBN 978-2-910-68645-1, OCLC 315873361), p. 316.